# Leul din Pireu

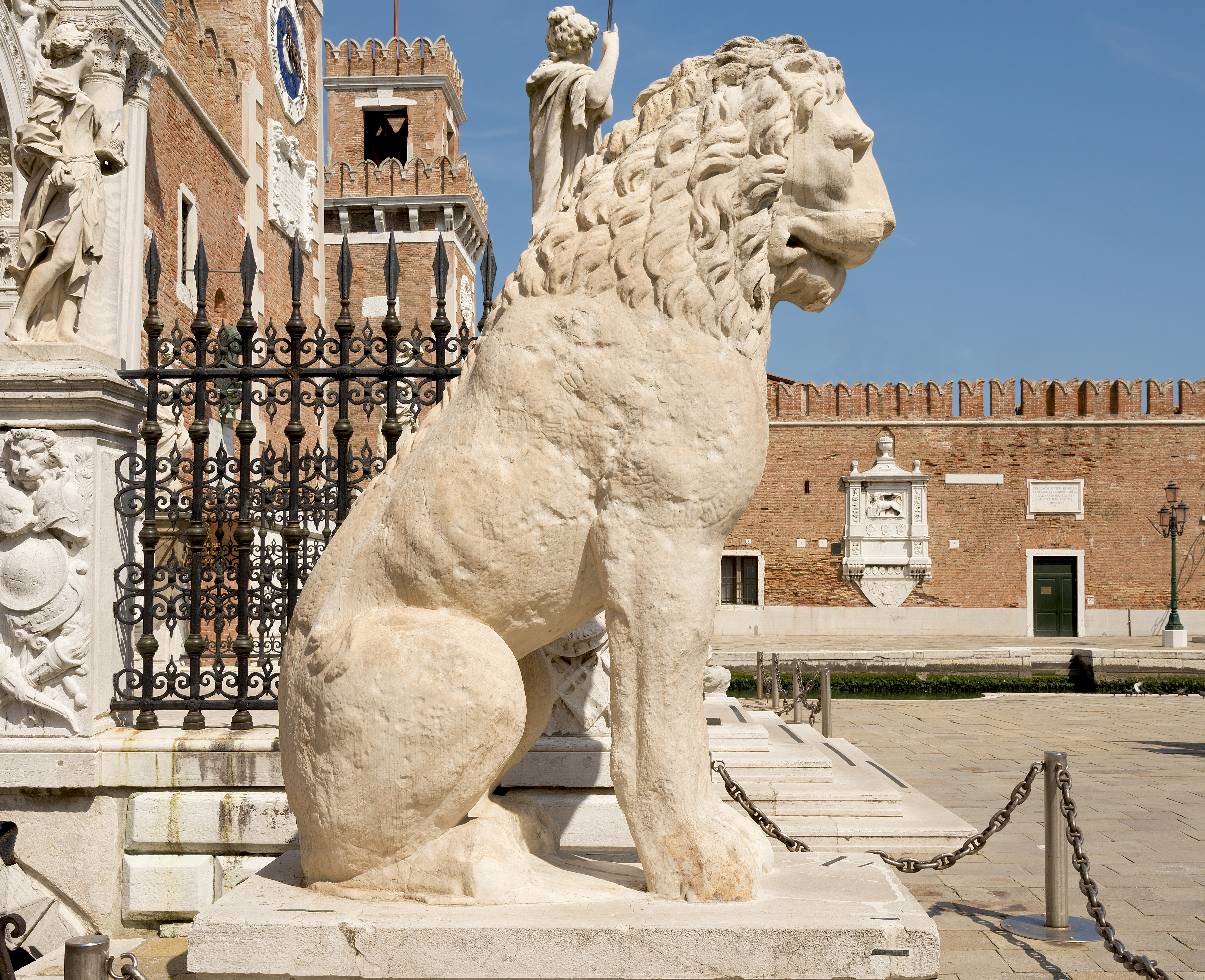
Statuie antica grecească în faţa Arsenalului din Veneţia

Leul din Pireu este una dintre cele 4 statui de lei expuse în fața Arsenalului din Veneția, unde a fost amplasată ca un simbol al sfântului protector al Veneției, Sfântul Marcu. La origine se afla in Pireu, vechiul port al Atenei. A fost luat ca și pradă de război de dogele Francesco Morosini în 1687 în războiul anti-otoman, cu ocazia asediului Atenei de către venețieni. Copii ale statuii pot fi văzute și la Muzeul Arheologic din Pireu și la Muzeul de Antichități Naționale al Suediei în Stockholm.
Leul era o piesă emblematică în Pireu, unde se afla din secolele I-II. Datorita lui Portul își câștigase de la italieni numele de Porto Leone ("Portul Leului").
Leul este sculptat în poziție așezată, cu un gâtlej gol și prezintă urma unei conducte (astăzi pierdută) ceea ce sugerează o utilizare inițială de fântână.
Statuia este din marmură albă și măsoară circa 3 m înălțime, și este demnă de atenție în mod special datorită inscripțiilor runice adăugate de scandinavi undeva în secolul al XI-lea. Runele sunt tăiate într-o formă elaborată cunoscută sub numele de lindworm - inscripție serpentiformă, asemănătoare celor de pe pietrele runice din Scandinavia.

Runele au fost apoape sigur cioplite de  varegi, mercenari scandinavi în slujba împăratului bizantin care îi trimisese în Grecia să înăbușească o revoltă.

## Inscripții și traduceri

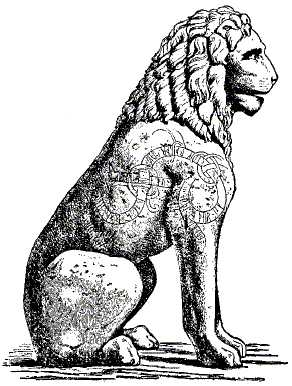
Inscriţie serpentiformă pe umărul leului din Pireu

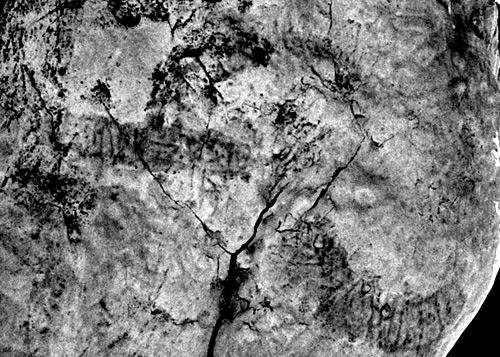
Fotografie a inscripţiei (cu ajustarea contrastului pentru o vizibilitate mai bună).

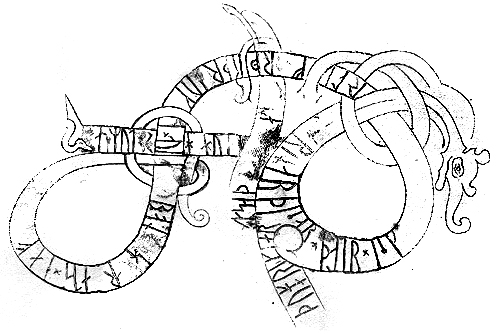
Desen al inscripţiei

Un călător suedez numit Åkerblad a identificat inscripția ca fiind runică la sfârșitul secolului al XVIII-lea. Aceasta are forma caracteristică de lindworm (un dragon ne-zburator serpentiform lipsit de membre) și a fost tradusă la sfârșitul secolului al XIX-lea de Carl Christian Rafn, secretar al Kongelige Nordiske Oldskrift-Selskab (Societatea Regala a anticarilor Nordici). Caracterele au fost erodate puternic de intemperii și afecatate de poluare. Traducerea a fost totuși posibilă, prin reconstituirea unora dintre caractere indescifrabile. 
Cele două inscripții și traducerea lui Rafn sunt date în cele ce urmează, cu runele lizibile îngroșate: 
Pe partea dreaptă a statuii:
- ASMUDR : HJU : RUNAR : ÞISAR : ÞAIR : ISKIR : AUK: ÞURLIFR : ÞURÞR : AUK : IVAR : AT : BON : HARADS : HAFA : ÞUAT : GRIKIAR : UF : HUGSAÞU : AUK : BANAÞU :
  - Asmund a tăiat runele acestea cu Asgeir și Thorleif, Thord și Ivar, la cererea lui Harold cel Înalt, deși Grecii s-au sfătuit și au interzis-o.

Pe partea stângă a statuii:
- HAKUN : VAN: ÞIR : ULFR : AUK : ASMUDR : AUK : AURN : HAFN : ÞESA : ÞIR : MEN : LAGÞU : A : UK : HARADR : HAFI : UF IABUTA : UPRARSTAR : VEGNA : GRIKIAÞIÞS : VARÞ : DALKR : NAUÞUGR : I : FIARI : LAÞUM : EGIL : VAR : I : FARU : MIÞ : RAGNARR : TIL : RUMANIU . . . . AUK : ARMENIU :
  - Hakon cu Ulf și Asmund au cucerit acest port. Acești oameni și Harold Hafi au luat bir greu grecilor din cauza răscoalei. Dalk este ținut prizonier în ținuturi îndepărtate. Egil este plecat în expediție cu Ragnar în Romania și Armenia.

Unii au încercat să lege inscripția de numele regelui Harald Hardrade, dar data la care a fost sculptată nu corespunde cu perioada când acesta s-a aflat în solda Împăratului.